# Фостере, ти мертвий
«Фостере, ти мертвий» (англ. Foster, You're Dead), також як «Сховище» — науково-фантастичне оповідання американського письменника Філіпа К. Діка про споживацтво та зростаючу тривогу через Холодну війну. Уперше видане в січні 1955 року видавництвом «Ballantine Books» в антології Фредерика Пола «Star Science Fiction Stories №3». Також увійшло до збірки «Найкраще Філіпа К. Діка» (англ. The Best of Philip K. Dick) 1977 року, до третього тому «Зібраної короткої прози Філіпа К. Діка» 1987 року.
У 2018 році за мотивами оповідання вийшов епізод «Цілий і неушкоджений» (англ. Safe and Sound) телесеріалу «Електричні сни Філіпа К. Діка».
Уперше українською мовою оповідання видане в журналі «Всесвіт» у 1970 році, помилково під іменем Айзека Азімова, в перекладі Олександра Берга та Галини Петровської. Вдруге — «Видавництвом Жупанського» у 2023 році в третьому томі «Повного зібрання короткої прози» Філіпа К. Діка в перекладі Єгора Полякова.

## Сюжет
Події оповідання відбуваються у 1971 році, коли приватні бомбосховища стають невід’ємною частиною життя багатьох громадян. Люди активно готуються до можливої ядерної війни, купуючи нові моделі укриттів із таким же завзяттям, як побутову техніку чи автомобілі. Причиною цього ажіотажу стали чутки про те, що СРСР постійно вдосконалює зброю, здатну зруйнувати старі сховища.
Головний герой оповідання, Майк Фостер, – підліток, чий батько, Боб Фостер, належить до руху «протигів». Ця група виступає проти підготовки до війни, вважаючи, що військово-промисловий комплекс навмисно сіє паніку, аби збільшити продажі бомбосховищ. Майк постійно боїться залишитися без укриття і страждає від суспільного осуду через радикальні погляди свого батька.
Зрештою, Фостер-старший здається і купує нову, дорогу модель бомбосховища. Майк одразу випробовує її. Однак невдовзі новини повідомляють, що СРСР розробив нову зброю проти сховищ, через що всі щойно випущені моделі виявляються абсолютно вразливими. Тепер, щоб зробити їх безпечними, потрібно придбати спеціальний «адаптер».
Згодом батько Майка змушений продати бомбосховище через фінансові труднощі. Для Майка це стає справжнім ударом. У розпачі він утікає до вже проданого укриття, але, незважаючи на опір, продавці безжально витягують його звідти.

## Концепція оповідання
|                                                                                      | Якось я прочитав один газетний заголовок. Президент висловив припущення, що американці краще дбатимуть про бомбосховища, якщо їх забезпечуватиме не уряд, а вони самі їх купуватимуть. Мене розлютила ця ідея. Звісно, це так логічно, щоб кожен із нас володів підводним човном, винищувачем й усякими такими речами. Тут я лише хотів показати, наскільки жорстокою може бути влада, коли йдеться про людське життя, наскільки більше вона може перейматися доларами, ніж людьми. |
| — Філіп Дік , з приміток видання: Філіп К. Дік. Повне зібрання короткої прози. Том 3 | |

## Порушення авторських прав у СРСР
Оповідання нелегально передрукував радянський журнал «Огонёк» у 1958 році. У листі до Ентоні Бучера Дік про це згадує:
|  | До речі, зазначене вище оповідання було передруковане в «Огоньку», найбільшому за накладом радянському щотижневику (1500000 примірників). Вони навіть додали кілька архаїчних, доволі невдалих ілюстрацій... Тож тепер у мене більше читачів у СРСР, ніж у цій країні. Дивна ситуація. Я так і не отримав ані цента за цей передрук; написав до «Огонька», попросивши примірник журналу, але вони не відповіли. |

## Телевізійна адаптація
Телесеріал «Електричні сни Філіпа К. Діка» включає дев'ятий епізод, заснований на оповіданні. Головні ролі у ньому виконали Мора Тірні та Анналіза Бассо.

## Видання українською мовою
- Журнал «Всесвіт». № 5 (143). — Київ: Видавництво «Радянський письменник», 1970
  - Азімов, Айзек [помилково вказаний як автор; насправді автором є Дік, Філіп К.] Сховище (зі 108 с. по 116 с.; переклали Олександр Берг та Галина Петровська)

- Дік, Філіп. К. Повне зібрання короткої прози. Том 3 / Пер. з англ.: Єгор Поляков, Ганна Гнедкова. — Київ: Видавництво Жупанського, 2023. — (Ad Astra) — 592 с. ISBN 978-617-7585-85-4
  - Фостере, ти мертвий (із 71 с. по 91 с.; переклав Єгор Поляков)

## Зауваги
1. ↑  Дані взято з журналу «Всесвіт» № 5 (143), 1970. А також з видання: Філіп К. Дік. Повне зібрання короткої прози. Том 3, Видавництво Жупанського, 2023